# Christopher Nelson
Christopher Nelson (Pittsburgh, ...) è un truccatore statunitense vincitore del premio Oscar al miglior trucco per il film Suicide Squad.

## Filmografia parziale
- La maledizione della prima luna (Pirates of the Caribbean: The Curse of the Black Pearl), regia di Gore Verbinski (2003)
- Kill Bill: Volume 1 (Kill Bill vol. 1), regia di Quentin Tarantino (2003)
- Kill Bill: Volume 2, regia di Quentin Tarantino (2004)
- Sin City, regia di Robert Rodriguez e Frank Miller (2005)
- The Amazing Spider-Man, regia di Marc Webb (2012)
- Thor: The Dark World, regia di Alan Taylor (2013)
- World War Z, regia di Marc Forster (2013)
- Deadpool, regia di Tim Miller (2016)
- Suicide Squad, regia di David Ayer (2016)
- Guardiani della Galassia Vol. 2 (Guardians of the Galaxy Vol. 2), regia di James Gunn (2017)
- Halloween, regia di David Gordon Green (2018)

## Riconoscimenti
Premio Oscar
- 2017 - Miglior trucco per Suicide Squad[1]

## Doppiatori italiani
Nelle versioni in italiano delle opere in cui ha recitato, Christopher Nelson è stato doppiato da:
- Ambrogio Colombo in CSI - Scena del crimine (ep. 5x24)
- Davide Marzi in CSI - Scena del crimine (ep. 6x01)
- Roberto Fidecaro in Halloween